# وو زتیان
ملکه وو زتیان (چینی ساده:武则天، چینی سنتی:武则天، پین‌یین:Wǔ Zétiān) (زادهٔ ۱۷ فوریهٔ ۶۲۴ - مرگ ۱۶ دسامبر ۷۰۵) تنها زن در تاریخ چین باستان بود که عنوان امپراتریس فرمانروا را دارا بود. او عضو دودمان تانگ بود و به مدت ۲۵ سال به عنوان نایب السلطنه مستبد در سلسله تانگ (۶۱۸–۹۰۷) حکومت کرد و بعد به عنوان یکی از امپراتوران تأثیرگذار و بحث‌برانگیز تاریخ چین تبدیل شد، وو زتیان یک حاکم چین بود که به‌طور غیررسمی به عنوان امپراتریس همسر، قدرت واقعی و نیرومند پشت امپراتور برای همسرش امپراتور گائوزونگ و بعداً به‌طور کاملاً رسمی به عنوان امپراتریس بیوه و نایب السلطنه تام‌الاختیار برای پسرانش امپراتور ژونگ زونگ و امپراتور رویزونگ و بعد از آن به عنوان امپراتریس فرمانروا بر حق خود در سلسله ژو به صورت یگانه بر چین حکومت کرد.
او اولین زنی بود که امپراتور چین شد، نخست میان سال‌های ۱۰ ژانویه ۶۶۵ تا ۱۶ اکتبر ۶۹۰ میلادی به جای شوهر و پسرانش و به عنوان نایب‌السلطنه به مدت ۲۵ سال بر چین فرمان‌راند و عملاً حاکم چین بود، کاری که در پیش از او هم معمول بود؛ اما کار نهایی خود را کرد. وو زتیان سپس در ۱۶ اکتبر ۶۹۰ میلادی، دودمان تانگ را به پایان رسیده خواند و دودمان ژو را پایه ریخت و خود را امپراتریس فرمانروای مقدس و ایزدی و هوآنگدی خواند و به صورت مستقل و یگانه قدرت را در دست گرفت.
ظهور وو به قدرت زمانی آغاز شد که او از معبد گانی در سال ۶۵۰ میلادی بازگشت و به عنوان معشوقه امپراتور گائوزونگ خدمت کرد در این مدت او محبت امپراتور را به‌دست‌آورد و رقیبانش به نام امپراتریس وانگ و بانو شیائو را با فتنه از بین ببرد و تبدیل به امپراتریس شود. پس از عروسی وی با امپراتور گائوزونگ در سال ۶۵۵، ظهور امپراتریس وو سریع شد. یک زن قوی، باهوش، پرانرژی، حیله‌گر، کاریزماتیک و فرهیخته که از اعتماد و علاقه مطلق همسرش برخوردار بود، امپراتریس وو قدرتمندترین و تأثیرگذارترین زن دربار در دوره ای بود که امپراتوری تانگ در اوج قدرت و شکوه خود بود. او برخلاف شوهرش از نظر سیاسی توانا و ظالمانه بود، و همچنین در اداره کشور قاطعانه تر و پیشگیرانه تر از شوهرش بود، و مورخان می‌دانند که بیش از هجده سال قدرت واقعی پشت تخت و چهره حاکم بوده است. او غالباً هنگام حضور امپراتور در دادگاه حضور می‌یافت و از پشت پرده جلسات را تماشا و گوش می‌کرد و بیشتر تصمیمات را برعهده داشت و حتی هنگامی که امپراتور ناخوشایند بود، به‌طور مستقل دادگاه را شخصاً برگزار می‌کرد. وی به عنوان مسئول مهر امپراتوری در امور مملکتی له او پاسخ داده می‌شد، که دلالت بر اینکه تعیین و رضایت وی قبل از صدور هرگونه اسناد و دستورها امپراتوری، اعتباری قانونی دارد. همچنین امپراتور گائوزونگ قبل از صدور دستورها، در همه امور جستجوی مشورت او را دنبال می‌کرد. به امپراتریس وو افتخارات و امتیازات خاصی اعطا شد که هیچ‌یک از امپراتریس‌های چینی از قبل یا بعد از آن برخوردار نبودند. پس از مرگ گائوزونگ، امپراتریس وو به عنوان امپراتریس بیوه و نایب السلطنه قدرت را به‌طور مستقل و یگانه فتح کرد و هفت سال بعد، وی تاج و تخت را در سلسله ژو خودش به دست گرفت و تنها امپراتور زن در تاریخ چین شد.
اهمیت تاریخ دوره رهبری سیاسی و نظامی وو زتیان شامل گسترش عمده امپراتوری چین، گسترش آن به مراتب فراتر از محدودیتهای ارضی قبلی خود، در اعماق آسیای میانه و درگیر شدن در یک سری جنگها در شبه جزیره کره است که ابتدا متحد آن با شیلا علیه گوگوریو شد، و سپس علیه شیلا بر سر اشغال قلمرو گوگوریو سابق. در داخل چین، علاوه بر پیامدهای مستقیم تر مبارزه وی برای به دست آوردن و حفظ قدرت عالی، رهبری وو منجر به تأثیرات مهمی در رابطه با طبقه اجتماعی در جامعه چین و در رابطه با حمایت دولت از تائوئیسم، بودیسم، آموزش و ادبیات شد. وو زتیان همچنین تأثیرات برجسته ای بر مجسمه لانگمن گروتو و «بی حرف» در مقبره کیانلینگ و همچنین ساخت برخی از بناهای مهم و ریخته‌گری‌های برنز که دیگر زنده مانده‌اند، داشت.
وو زتیان علاوه بر فعالیت و درگیری خود به عنوان حاکم و رهبر سیاسی در اداره امور دادگاه (اول از طرف شوهر و بعد به‌جای پسرانش و بعداً بر حق خود حکومت می‌کرد)، همچنان نیز در زندگی خانوادگی خود هم فعالیت گسترده داشت و امور خانوادگی را هم مثل دولت با خشونت اداره می‌کرد و شوهرش نیز نتوانست جلوی این همه خشونت وو را بگیرد. اگرچه روابط خانوادگی گاهی مشکل ساز می‌شد، وو زتیان مادر چهار پسر و دو دختر بود که سه نفر از پسرانش عنوان امپراتور را نیز به خود اختصاص داده بودند، اگرچه یکی این عنوان را فقط به عنوان یک افتخار پس از مرگ برگزار می‌کرد. یکی از نوه‌های او امپراتور مشهور شوان زونگ از تانگ شد که دوره سلطنت وی عصر طلایی تاریخ چین بود
همچنین کنفوسیانیسم بخاطر این که وو یک زن بود به سختی زندگی وی و دورهٔ فرمانروایی او به عنوان نایب السلطنه و بعد امپراتور یا امپراتریس فرمانروا را نکوهیده است و این دوره به مدت ۴۰ سال از آغاز حکمرانی و پایان آن ادامه داشت.
در سوابق تاریخی تنها چهار زن به صورت کامل برچین حکومت کردن، او و امپراتریس بیوه لو و امپراتریس بیوه لیو و در آخر امپراتریس بیوه تزی شیء بودند. در تاریخ تنها او و امپراتریس بیوه لو قدرت را به‌طور تمام عیار آن هم بدون هیچ حاشیه‌ای بر حق خودشان در دست داشتن و برجسته‌ترین و خبیث‌ترین زنان حاکم خودکامه در تاریخ چین بودند و در سال ۱۹۵۰ هر دو به عنوان تنها زنان قدرتمند که به نام خودشان سلطنت را در دست داشتن شناخته شدند.

## به عنوان یک امپراتریس

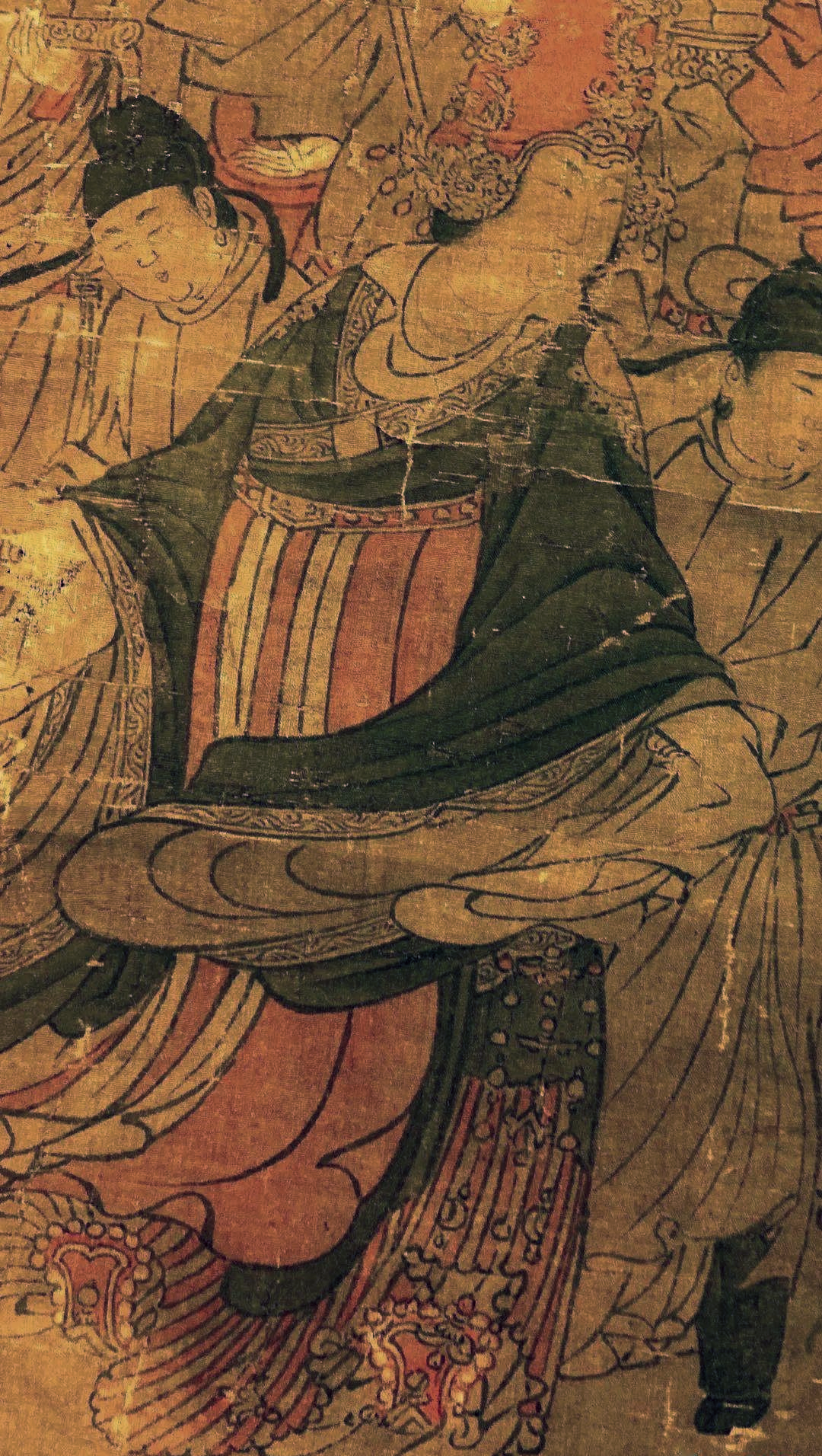
نقاشی سفر ملکه تانگ با جزئیات، وو زتیان و دستیارانش را به تصویر می‌کشد

عناوین مختلف چینی به انگلیسی "Empress" منتقل شده‌اند، از جمله "امپراتریس" به معنای همسر اصلی امپراتور یا امپراتریس همسر و امپراتریس فرمانروا. به‌طور کلی، فقط سلطنت مرد بود و همسر اصلی وی عنوانی مانند هوانگهو (皇后) به او داده شد، که اغلب به عنوان "امپراتریس" یا "امپراتریس همسر" خاص تر ترجمه می‌شد. پس از درگذشت امپراتور، همسرهای باقی مانده امپراتوری می‌تواند تبدیل به امپراتریس بیوه شود، و گاهی قدرت سیاسی قابل توجهی به عنوان نایب السلطنه در دوران کودکی (وارث) وارث امپراتوری موقعیت کاملاً برابر با امپراتور به‌دست می‌آورد.
امپراتور چین از زمان چین شی هوانگ (۲۵۹–۲۱۰ پیش از میلاد) از عنوان هوآنگدی (皇帝، ترجمه شده به عنوان "امپراتور" یا "امپراتور (مجدد)" استفاده کرد). وو زتیان تنها زنی در تاریخ چین بود که عنوان هوانگدی را به دست گرفت. دوره ریاست وی به عنوان حاکم دفاکتو چین و نایب السلطنه رسمی تانگ (ابتدا از طریق شوهر و سپس پسران وی، از سال ۶۶۵ تا ۶۹۰) بدون سابقه بود. با این حال، هنگامی که سلسله خود را در سال ۶۹۰ بنا نهاد، ژو (inter) (قطع سلسله تانگ)، سابق را شکست و شخصاً تحت عنوان مقدس و الهی هوآنگدی حاکم و تغییرات آن از سلسله تانگ به ژو، از ۶۹۰ تا ۷۰۵ حکومت کرد.
گفته می‌شود وو زتیان تنها زن تاریخ چین است که لباس زرد را به عنوان پادشاه پوشید (در غیر این صورت فقط برای استفاده امپراتور اختصاص داده شده است، هر چند به استثنای امپراتریس بیوه لیو از دودمان سونگ هم لباس امپراتوری را همراه تاج سلطنتی پوشید و القاب امپراتوری همچون اعلیحضرت را هم گرفت که کاملاً برای یک امپراتریس بیوه بی‌سابقه بود).

## صعود بر پله‌های قدرت

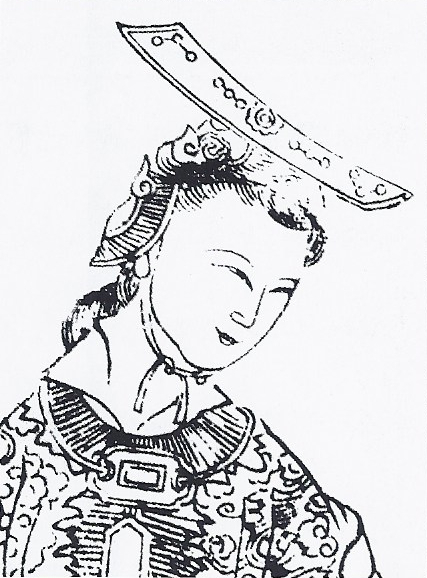
وو رویی که بعد ملقب به امپراتریس وو زتیان امپراتریس دودمان تانگ و دودمان ژو دوم بود که پنج دهه بر سلسله‌های چین حکومت کرد

### همسر امپراتوران تانگ و مادر پرنس ولیعهد
او در اصلنامر
معشوقهٔ امپراتور تای‌زونگ بود. در اوایل سال ۶۵۰ بانو وو بعداً صیغه امپراتور گائوزونگ بود و عنوان ژائویی را به خود اختصاص داد، که بالاترین رتبه از ۹ صیغه رتبه دوم بود. وو به تدریج نفوذ به‌شدت قدرتمند و بی نظیری بر کل حاکمیت امپراتوری به‌طور قانوناً در سراسر سلطنت امپراتور گائوزونگ در امور دربار و کشور و غیره از آن به دست آورد، و بخش اعظم قدرت و همراه اضافه کاری برای کنترل مستقیم بر بیشتر تصمیمات مهم و کلیه کارها در غیاب شوهرش به نام خودش به‌دست‌آورد و در طول زمان سلطنت گائوزونگ در اواخر قدرت او و امپراتور سخت با هم رقیب شد بود. به‌خصوص پس از ژانویه سال ۶۶۵ قدرت‌های امپراتوری در درجه اول به سوی او منتقل می‌شد نه امپراتور و به همین خاطر گائوزونگ تا هنگام مرگ به نام امپراتور باقی ماند. او در تلاش برای گرفتن قدرت، ماهرانه و بی رحمانه قلمداد می‌شد و توسط مورخان سنتی و باستانی معتقد بود حتی فرزندان خود را نیز کشته است.

### به عنوان صیغه امپراتور تائ زونگ

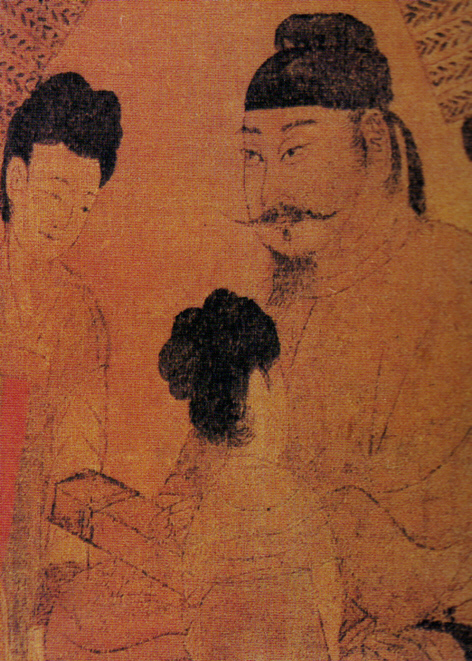
جزئیات نقاشی یان لیبن در مورد پذیرش فرستاده تبت، نشانگر تانگ تایزونگ

وو در سال ۶۳۸ میلادی در سن ۱۴ سالگی وارد حرمسرای امپراتور تای زونگ شد و به مقام صیغه امپراتوری (همسر غیر دائمی و کمتر حاکم) رسید، و در رتبه پنجم همسر امپراتور در میان نه رتبه برتر امپراتوری رسید و قرار گرفت وی یکی از محبوبان تای زونگ بود اما نه آنچنان که او را به بالاترین مقام صیغه ای و همسر سلطنتی یعنی شیفعی برساند و نه به مقام همسر اعظم، اما آنقدر زیبا بود که امپراتور تای زونگ بیشتر از همه با او ارتباط جنسی داشت و او را همراه خود همه جاه می‌برد و حتی زمانی که امپراتور تای زونگ به شجاع‌ترین اشخاص دربار گفت؛ گر کسی بتواند سوار اسب قوی من شود حق هر درخواستی را از من دارد، زمانی که هیچ‌کس جرئت این کار را نداشت وو برخاست و حکم امپراتور را قبول کرد و با این کارش همه مخصوصاً امپراتور را تحت تأثیر قرار داد زیرا که اسب امپراتور تای زونگ حتی ماهرترین سوار کارها هم نمی‌توانستن رامش کنند و سوار او شوند چه برسد به یک زن جوان ۱۷ ساله اما وو ثابت کرد که جرئت و شجاعت این کار را دارد و همین کار را انجام داد و امپراتور را تحت تأثیر قرار داد در همین سالها او توجه ولیعهد جوان لی ژی را به خود جلب کرد و لی ژی که بعداً به عنوان امپراتور گائوزونگ معرفی می‌شود علاقه‌مند به زیبایی و شجاعت وو شد و در همین زمان وو هم شروع به برقرار کردن روابط با امپراتور آینده کرد و او را عاشق خود کرد.
در سال ۶۴۹ میلادی امپراتور تای زونگ در گذشت و پسرش لی ژی به عنوان امپراتور گائوزونگ بر تخت نشست و وو مجبور شد به عنوان یک صیغه امپراتور قبلی به یک راهبه تبدیل شود اما در سال ۶۵۰ میلادی امپراتور گائوزونگ برآی تقدیس پدرش به معبدی رفت که وو در همان‌جا بود و زمانی که امپراتور گائوزونگ او را دید هر دو گریه کردند گائوزونگ زمانی که وو را دید به شدت بسیار بیشتر از قبل تحت تأثیر وو قرار گرفت زیرا او هم زیباتر، باهوش تر و جذاب تر از قبل شد بود و تصمیم گرفت که او را به یک صیغه خود تبدیل کند،

### به عنوان صیغه امپراتور گائوزونگ

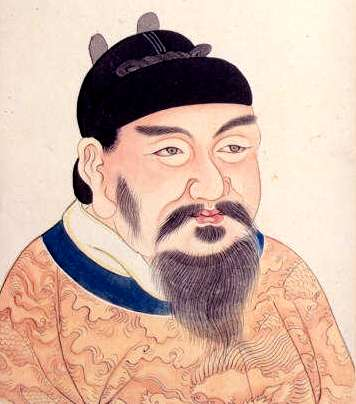
یک تصویر گرفته شده از امپراتور گائوزونگ از یک آلبوم قرن ۱۸ میلادی، از پرتره ۸۶ امپراتور چین، با یادداشت‌های تاریخی چینی

گائوزونگ در سن ۲۱ سالگی امپراتور شد. بی تجربه و غالباً ناتوان از امور کشور بود، گائوزونگ به دلیل ننگ دو برادر بزرگتر خود تنها وارث امپراتوری شد. در یا بعد از سالگرد درگذشت امپراتور تای‌زونگ، امپراتور گائوزونگ برای ارائه کوره به معبد گانی رفت و وقتی او و بانو وو یکدیگر را دیدند، هر دو گریه کردند - و توسط همسر امپراتور گائوزونگ، امپراتریس وانگ دیده شد. در آن زمان، امپراتور گائوزونگ از امپراتریس وانگ طرفداری نکرد، و طرفداری همسر صیغه ای خود شیائو را به نفع خود خواند. به‌علاوه، ملکه وانگ فرزندی نداشت و بانو شیائو یک پسر (لی سوجی) و دو دختر (پرنسس ییانگ و زوانچنگ) داشت. امپراتریس وانگ با دیدن اینکه امپراتور گائوزونگ هنوز بسیار تحت تأثیر زیبایی و جذابیت بانو وو قرار گرفته است، ابراز امیدواری کرد که ورود یک صیغه زیباروی جدید باعث شود امپراتور از بانو شیائو منحرف شود و به همین دلیل مخفیانه به بانو وو گفت که دست از اصلاح موهای خود بردارد و بعداً مورد استقبال قرار گرفت. او را به کاخ آورد. (برخی از مورخان مدرن این حساب سنتی را مورد اختلاف قرار می‌دهند، و برخی فکر می‌کنند بانو وو هرگز قصر امپراتوری را ترک نکرده است و ممکن است با امپراتور گائوزونگ رابطه داشته باشد در حالی که امپراتور تازونگ هنوز زنده بود).
بانو وو به زودی از بانو شیائو به عنوان مورد علاقه امپراتور گائوزونگ کاملاً پیشی گرفت. در سال ۶۵۲، فرزند اول خود را به دنیا آورد، پسری به نام لی هونگ. در سال ۶۵۳، فرزند دیگری به نام لی شیان به دنیا آورد. هیچ‌کدام از این پسران به هیچ وجه در نظر گرفته نشدند که وارث امپراتور گائوزونگ باشند زیرا امپراتور گائوزونگ به درخواست مقامات تحت تأثیر امپراتریس وانگ و دایی وی، صدراعظم لیوشیا، پیرترین فرزند خود لی ژونگ را به عنوان وارث و جانشین خود تعیین کرد. مادر لی ژونگ، بانو لیو، متولد شده بود و ملکه وانگ انتظار قدردانی وی را داشت. در سال ۶۵۴، هم امپراتریس وانگ و بانو شیائو طرفداری گائوزونگ را تحت تأثیر بانو وو که روز به روز مورد علاقه‌تر می‌شد از دست داده بودند و این دو رقیب سابق به نیروهای خود در مقابل بانو وو پیوستند؛ زیرا وو به عنوان مورد علاقه شدید امپراتور بودند و مادر دو شاهزاده امپراتوری زن قدرتمندی برای رسیدن به مقام امپراتریس شده بود، بعد از پیوستن وانگ و شیائو به هم برای بیرون انداختن بانو وو فایده ای نداشت. در سال ۶۵۴ امپراتور گائوزونگ به عنوان نشانه عشق او به بانو وو، افتخارات مهم پس از مرگ را به پدرش وو شیویو اعطا کرد.
با ادامه سال ۶۵۴، اندکی پس از آنکه بانو وو دختر خود را به دنیا آورد، کودک به سرعت درگذشت، با برخی از شواهد حاکی از خفه شدن عمدی، از جمله ادعاهای سرسختانه وو، مادر کودک است. بانو وو امپراتریس وانگ را به قتل متهم کرد. وانگ رقیب خونین وو متهم شد که در نزدیکی اتاق کودک دیده شده است و شهادت تأیید شده توسط شاهدان عینی را تأیید کرده است. امپراتور گائوزونگ به این باور رسید که وانگ جرئت برای کشته شدن کودک دارد و احتمالاً این کار را انجام داده است، آن هم با انگیزه حسادت این کار را کرده است. وانگ فاقد یک بهانه و مدرک بود، و قادر به پاک کردن خودش از این اتهامات نبود. امپراتور گائوزونگ به‌شدت عصبانی، امپراتریس وانگ را از مقامش برداشت و بانو وو را به مقام امپراتریس ارتقا داد. اما، او ابتدا می‌خواست مطمئن شود که صدراعظم‌های دولت از این طرح جابجایی حمایت خواهند کرد؛ بنابراین، گائوزونگ از خانه دایی خود ژانگسون ووجی، رئیس صدراعظم‌ها، به همراه بانو وو (بعداً امپراتور گائوزونگ صدراعظم ژانگسون را با گنجینه بسیار به وی اعطا کرد) بازدید کرد. در طول این جلسه، گائوزونگ چندین بار موضوع بی فرزند بودن امپراتریس وانگ را مطرح کرد، موضوعی که به راحتی بهانه ای برای رهایی از او منجر می‌شود. با این حال، ژانگسون بارها راه‌هایی برای منحرف کردن گفتگو پیدا کرد. بازدیدهای بعدی مادر بانو وو، بانو یانگ و مقام رسمی خو جینگزونگ، که با بانو وو متحد بود، برای جلب حمایت از ژانگسون نیز بی فایده بود. اطلاعات آسیب‌شناسی پزشکی قانونی معتبر در مورد مرگ کودک وجود ندارد، و دانشمندان فاقد شواهد واقعی و علنی در مورد مرگ او هستند. با این حال به نظر می‌رسد گمانه زنی‌ها همچنان ادامه دارد.
از آنجا که فولکلور سنتی تمایل دارد وو را به عنوان یک زن گرسنه شدید قدرت به نمایش بگذارد و بدون توجه به کسی که او صدمه دیده یا چه کاری انجام داده است، محبوب‌ترین نظریه این است که وو فرزند خود را به منظور دخالت وانگ کشته است. سایر مکاتب فکری معتقدند که وانگ در واقع کودک را به دلیل حسادت و نفرت نسبت به وو کشته است زیرا وانگ فرزندی از خودش ندارد. استدلال سوم این است که کودک با توجه به اینکه سیستم‌های تهویه آن زمان غیرقانونی یا از کیفیت پایین بوده در اثر آسفکسی یا مرگ تخت خواب درگذشته. عدم تهویه همراه با استفاده از زغال‌سنگ به عنوان یک روش گرمایش می‌تواند باعث ایجاد دود شود که منجر به مسمومیت با مونوکسید کربن شود. مهم نیست چه عاملی باعث مرگ کودک شده است، وو با جدیت از این موضع که وانگ بعد از رفتم از اتاق، دخترش مرده پیدا شده یا خود آن را خفه کرده وانگ را مقصر دانست و وانگ از سمت خود به عنوان امپراتریس خارج شد.
در تابستان ۶۵۵، بانو وو با فتنه ماهرانه و به دروغ امپراتریس وانگ و مادرش بانو لیو و در کنار آن بانو شیائو را همزمان به عنوان متحدان یکدیگر به استفاده از جادوگری و اعمال زنا و همچنین توطئه بر زده امپراتور متهم کرد. در پاسخ، امپراتور گائوزونگ تحت تأثیر وو بانو لیو را از کاخ منع کرد و دایی امپراتریس وانگ، لیوشیا را از مقامش تخریب کرد. در همین حال، جناحی از مقامات در اطراف بانو وو شروع به شکل‌گیری کردند، از جمله لی ییفو، خو جینگزونگ، د چیخوان (崔義玄) و یوان گونگو (袁公瑜). به مناسبت پاییز سال ۶۵۵، امپراتور گائوزونگ صدراعظم ژانگسون، لی جی، یو ژینگینگ و چو سولیانگ را به کاخ فراخواند - که چو استنباط می‌کند که در رابطه با موضوع تغییر چه کسی ملکه است. لی جی ادعای بیماری کرد و حاضر به حضور نشد. در این نشست، چو با مخالفت با سپردن ملکه وانگ مخالفت کرد، در حالی که ژانگسون و یو با سکوت مخالفت خود را نشان دادند. در همین حال، صدراعظم دیگر هان یوان و لای جی نیز مخالف این اقدام بودند، اما وقتی امپراتور گائوزونگ دوباره از لی جی سؤال کرد، پاسخ لی جی این بود: "این موضوع خانواده شما است، اعلیحضرت این امپراتوری شماست. چرا از شخص دیگری سؤال می‌کنید؟" بنابراین، امپراتور گائوزونگ حل و فصل شد. او چو را به عنوان فرمانده در مقصر تان (تقریباً مدرن Changsha، هونان)، برگزید، و سپس امپراتریس وانگ و بانو شیائو را کنار گذاشت و آنها را در بازداشت به عنوان یه شخص عادی در سطح مردم معمولی به عنوان یک خائن زناکار قرار داد و بانو وو را به عنوان امپراتریس جایگزین امپراتریس وانگ کرد. (بعداً در همان سال، امپراتریس وانگ و بانو شیائو به دستور امپراتریس وو پس از آن که امپراتور گائوزونگ نشانه‌هایی از آزادی آنها را نشان داد، به طرز فجیعی کشته شدند، بدن آنها را در زیر شکنجه‌ها سخت ضرب و شتم کرده و همچنان که زنده بودند آهسته آهسته برش زدن و در کوزه‌های بزرگ شراب انداختن تا زجر بکشند و بعد اجساد تکه‌تکه شده آنها را از کوزه پر از شراب بیرون آورده پس از مرگشان سوزاندن. اما پس از مرگ آنها، امپراتریس وو به‌طور مکرر غالباً در رویاهای خود توسط آنها برای کشتن او تعقیب می‌شد). از زمان سلطنت امپراتور گائوزونگ در اواخر قدرت واقعی به‌طور کامل و مؤثر در دست‌های محکم امپراتریس وو افتاد، و امپراتور گائوزونگ و او غالباً در پایتخت شرقی لوئویانگ اقامت گزیدند و فقط به ندرت آن هم دور دور وقت خود را در چنگان گذراند).

## امپراتریس همسر و قدرت واقعی تخت

### دوره حذف رقبا
در سال ۶۵۵، وو تبدیل به همسر اصلی جدید و امپراتریس همسر گائوزونگ (T皇后، húanghòu) شد.
در سال ۶۵۶، به توصیه ژو جینگزونگ متحد اصلی امپراتریس وو، امپراتور گائوزونگ فرزند همسر لیو را از او را به عنوان وارث تاج و تخت خود جدا کرد و وضعیت او را به عنوان شاهزاده لیانگ تغییر داد، ضمن تعیین پسر وو به نام لی هونگ، و سپس عنوان شاهزاده دای، به عنوان ولیعهد (یعنی وارث ظاهری) تبدیل شد.
در همین حال، به حساب امپراتریس وو، مادرش بانوی یانگ به بانوی رونگ ساخته شده بود و به وی املاک و دارایی‌های گسترده‌ای اعطا شد و همچنین حق اداره قبیله بزرگ وو هم به او داده شد، جدا از مادرش خواهر بزرگتر وو، که اکنون بیوه بود، هم به بانوی هان تبدیل شد. برادران وی وو یوآنقینگ و وو یوآنچوانگ و پسر عموهایش وو ویلیانگ و وو هوآیون با وجود روابط ضعیفی و بدی که با بانو یانگ داشتند، بخاطر اقتدار وو ارتقاء پیدا کردند. اما در مهمانی که بانوی یانگ برای آنها برگزار کرد، وو وایلیانگ با بیان اینکه آنها را برای این افتخار و امتیاز ندادن که امپراتریس وو ارتقاء پیدا کرده، با این حرف او به بانو یانگ توهین کردند؛ بنابراین، امپراتریس وو را به‌شدت عصبانی کرد و دستور داد که آنها را به بخشداری‌های دور افتاده و درحال جنگ- از خارج- نشان دهند تا کمی نشانه فروتنی بیاموزند، اما در واقعیت برای انتقام از این جرم به مادرش بود و وو همچنین تمام افتخارات و امتیازات ان‌ها را برایشان سلب کرد و دستور تبعید دائمی را صادر کرد. وو یوان چینگ و وو نرمیوان در تبعید دائمی درگذشت که گفته می‌شود امپراتریس وو دستور خودکشی را برای آنها صادر کرده بود.
در اواخر سال ۶۵۶، هان سعی کرد از طرف چو شفاعت کند تا او را به پایتخت فراخواند، اما امپراتور گائوزونگ به‌شدت تحت تأثیر امپراتریس وو ضمن تصدیق وفاداری چو، گفت که وی غیرقابل کنترل است و امپراتور گائوزونگ از درخواست هان خودداری کرد. در همین حال، پسر لیو جی، لیو هونگیه (劉弘 業)، در اقدامی که توسط صدراعظم لی ییفو که چو را تحقیر می‌کرد، مهندسی کرد، دادخواست ارائه داد و خواستار پاک کردن پدرش به دلیل اتهامات بی اساس شد و چو را به اتهام دروغین پدرش متهم کرد. بسیاری از مقامات، مایل به ناسازگاری با لی ییفو بودند، همه با این دادخواست موافقت کردند، اما لو یانوی یکی از متحدان دوردست امپراتریس وو خاطرنشان کرد که پاک کردن لیو جی از اتهامات به‌طور مؤثر اعلام می‌کند که مجازات امپراتور تایزونگ نامناسب است. امپراتور گائوزونگ موافقت کرد و هیچ اقدامی دربارهٔ دادخواست لیو هونگیه انجام نداد.
در همین حال در سال جدید ۶۵۷، ملکه وو و متحدانش در دربار و حاکمیت امپراتوری بسیار زیاد قدرتمند و برجسته شدند و به‌شدت شروع به تلافی جویی سخت در برابر تمامی مقاماتی کردند که با صعود وی مخالفت کرده بودند. وو در ابتدا خو و لی ییفو را داشت، که در حال حاضر به توصیه‌های وو آنها به صدراعظم تبدیل شده بودند، وو و متحدانش به‌طور دروغ هان یوان و لی جی را به همدستی با چو سولیانگ در برنامه‌ریزی خیانت متهم کردند. این سه نفر به همراه لیو شیعه به داشتن بخشدار کوچک در استان‌های دور افتاده منتقل شدند و مقرراتی مبنی بر اینکه دیگر هرگز اجازه بازگشت به چنگان را ندارند دریافت کردند بعد در همان سال به فرمان امپراتریس وو هر چهارتن از آنها خودکشی کردند. در سال ۶۵۹، قدرت گرفتن امپراتریس وو محکم بود و او با بنگاه قدرت خود شروع به جستجوی انتقام جویانه بیشتر نسبت به کسی کرد که احساس می‌کرد بیشتر او را مضطرب کرده و هدف اصلی وی ژانگسون ووجی و یو ژینگینگ بود و آنها را به توطئه و خیانت با مقامات سطح پایین به نام‌های وی جیفانگ (韋 季 方) و لی چائو (李 巢) متهم کرد. ژانگسون تبعید شد و بعداً در همان سال مجبور شد در تبعید به دستور امپراتریس وو خودکشی کند. خو همچنین با برنامه‌های امپراتریس وو افراد درگیری را هم در نقش‌های خود دخیل کردند مانند: چو، لیو، هان در این طرح بودند. چو، که در سال ۶۵۸ درگذشت، پس از مرگ از عناوین خود سلب شد و پسرانش چو یانفو (褚彥甫) و چو یانچونگ (褚 彥 沖) اعدام شدند. احکام نیز برای اعدام لیو و هان صادر شده است، اگرچه هان قبل از رسیدن دستور اجرای حکم به مکان خود درگذشت. گفته می‌شود که پس از این مدت، هیچ مقام رسمی جرئت انتقاد از امپراتریس وو به واسطه امپراتور را ندارد.
در سال ۶۶۰، لی ژونگ، پسر اول متولد گائوزونگ (به منظور تقدیر از لیو) نیز مورد هدف قرار گرفت. لی ژونگ ترسیده بود که او در آینده هدف بعدی باشد و به دنبال مشاوران بانفوذ و مقامات قدرتمند بوده تا بتوانند از او در مقابل امپراتریس وو حفاظت کنند. وو بعد از مطلع شدن او را تبعید و در بازداشت خانگی قرار داد و حتی از تمام عناوین خود سلبش کرد.

### به عنوان یک قدرت حاکم در پشت امپراتور
در سال ۶۶۰، امپراتور گائوزونگ و امپراتریس وو به بازدید از بیان بخشدار تایوان امروزی در چین است)، و امپراتریس وو این فرصت را داشتند تا همسایگان و نزدیکان قدیمی خود را به یک ضیافت دعوت کنند. بعداً در همان سال، امپراتور گائوزونگ به بیماری مبتلا شد که علائم سردردهای دردناک و از دست دادن بینایی شدید را به همراه داشت، که عموماً مربوط به فشار خون بالا است و گائوزونگ شروع کرد به امپراتریس وو اجازه دادن که تصمیماتی را در مورد درخواست‌های مقامات صادر کند. گفته شد که امپراتریس وو واکنش سریعی داشته و هم ادبیات و هم تاریخ را به‌طور کامل و با زیرکی درک کرده و به همین دلیل حکم‌های سریع و صحیحی را می‌گرفت. پس از آن، امپراتریس وو بسیاری از تصمیمات دادگاه را به‌طور مؤثر می‌گرفت و اقتدار وی با امپراتور گائوزونگ رقیب شد، پس از این اتفاق امپراتریس وو به مدت بیست و سه سال به عنوان قدرت انکار ناپذیر پشت تخت تبدیل شد.
او با گرفتن بسیاری از تصمیمات با بیماری گائوزونگ و تغییر دادن و اجرای قوانین در امور امتحانی امپراتوری با ورود دولتمردان بااستعداد، نقش اصلی را در انتصاب آنها به خدمات کشوری ایفا کرد. از آنجا که عموم و کارمندان دولت این نقش فعال را در امور دولت می‌دانستند، در درجه اول در اجرای امور دولت در کلیه اخراج‌ها و انتصابات از صدراعظم‌ها تا ژنرال‌های ارتش مؤثر بود. در همین حال، با برکناری و انتصاب مخالفان احتمالی خود و تغییر پایتخت از چانگان به لوئویانگ، آزادی او در امور دولت برای مداخله مستقیم وی بازتر شد. با این حال، این مداخلات باعث شد او به شخصی غیر محبوب تبدیل شود و دشمنان زیادی را در حکومت به‌دست‌آورد.
در طی این سالها، لی ییفو به دلیل اعتماد و نعمت‌های امپراتور گائوزونگ و امپراتریس وو بسیار زیاد قدرتمند بود و او به ویژه بسیار فاسد شد. در سال ۶۶۳، پس از گزارش فساد لی ییفو به امپراتور گائوزونگ، امپراتور گائوزونگ مخفیانه لیو شیانگدائو و لی جی را در بررسی این موضوع‌ها فرستاد، و لی ییفو در بررسی‌های پنهانی مقصر دانسته شد. لی ییفو از پست خود خارج شد و بعد محکوم به اعدام شد اما بخاطر این که یکی از مهم‌ترین متحدان امپراتریس وو بود حکم اعدام لغو شده و فقط تبعید شد و مقررای وضع شد که دیگر هرگز حق ندارد به چانگان بازگردد.
همچنین در اواخر سال ۶۶۴، گفته شده که امپراتریس وو از برقراری و تثبیت کامل قدرت خود به خوبی در اداره امپراتوری اطمینان شده و شروع به افزایش نفوذ خود بسیار بیشتر در دولت امپراتوری به‌طور گسترده کرد و چنان هر روز در کل مسائل و امور حکومت دخالت می‌کند که وی عصبانیت و ترس امپراتور گائوزونگ را برانداخت و او از رفتارهای کنترل‌کننده و نفوذ کنترل‌کننده امپراتریس وو بر او و امپراتوری ناراضی بود. علاوه بر این، او جادوگر تائوئیست گوا زینگژن (郭 行 真) را در استفاده از جادوگری مشغول کرده بود - عملی که به موجب زیر پا گذاشتن قوانین امپراتوری بود و این عمل زننده و ممنوع بود و حتی منجر به سقوط امپراتریس‌های پیشین و حتی منجر به سقوط امپراتریس وانگ شد — و خواجه ای به نام وانگ فوشنگ (王伏勝) این موضوع را به امپراتور گائوزونگ گزارش دادند، و بیشتر او را عصبانی کرد. وی با صدراعظم شانگوان یی مشورت کرد، که وی پیشنهاد کرد که امپراتریس وو را تحریم کند. گائوزونگ پیش نویس حکم شانگوان را داشت، اما همان‌طور که شانگوان در حال انجام این کار بود که امپراتریس وو خبرهایی از آنچه اتفاق می‌افتد دریافت کرد. او نزد امپراتور رفت تا پرونده اش را بپذیرد، درست همان‌طور که او حکمی را در دست داشت که شانگوان تهیه کرده بود. امپراتور گائوزونگ نتوانست تحمل کند تا او را به نمایش بگذارد و تصمیم گرفت با وو آشتی کند، اما در این نیان امپراتریس وو سرنوشت بدی را در شانگوان دانست. همان‌طور که هر دو شانگوان و وانگ به کارکنان لی ژونگ خدمت کرده بودند، امپراتریس وو به‌طور دروغ شاگرد شانگوان، وانگ و لی ژونگ را به خاطر برنامه‌ریزی خیانت متهم کرد. پسر شانگوان، وانگ و شانگوان شانگگان تینگزی (上官 庭芝) اعدام شدند، در حالی که لی ژونگ مجبور به خودکشی شد در این برنامه‌ریزی امپراتریس وو نیمی از مقامات دولتی را متهم به خیانت کرد و همه ان‌ها را به اعدام محکوم کرد. (دختر شانگوان شانگگان، شانگوان وانر، که شیرخوار بود همراه مادرش، بانوی ژنگ، در کاخ داخلی برده شدند. پس از بزرگ شدن شانگوان وانر، او سرانجام به دبیران معتبر و نزدیک امپراتریس وو تبدیل شد) پس از این نقطه، امپراتریس وو تا زمان مرگ گائوزونگ در سال ۶۸۳ در دادگاه و امپراتوری به نام امپراتور آشکارا حکومت کرد و یک قدرت مؤثر و انکارناپذیر پشت تخت بود و وی در جلسات امپراتوری به‌طور کلی به مدت هجده سال، در پشت صفحه مروارید پشت امپراتور گائوزونگ نشست، و گزارش‌ها را هم تماشا می‌کرد و می‌شنوید، و از آن زمان به بعد امپراتریس وو تبدیل به قدرت واقعی شد، و قدرت‌های امپراتوری در درجه اول به دست او افتادند و گائوزونگ تماماً به نظرات وی عمل می‌کرد، و او جدا از عمل امپراتور به‌طور مؤثری تمام تصمیم‌های مهم روزمره را می‌گرفت و حتی وقتی امپراتور ناخوشایند بود به‌طور مستقل دادگاه را برگزار می‌کرد، و در غیاب شوهرش، قدرت‌های امپراتوری را به‌طور کامل به دست می‌آورد و امپراتریس وو اولین امپراتریس همسر بود که از چنین قدرت بزرگی برخوردار بود که به عنوان نایب السلطنه غیررسمی به شوهر بیمار خود عمل می‌کرد و امپراتریس وو قدرت نهایی را داشت و او به عنوان یک شخصیت جنجالی و قدرتمند با تأثیرات فراوان شناخته می‌شد. پس از آن او و امپراتور گائوزونگ با اشاره به نحوه اشتراک گذاری قدرت آن هم با این روش که امپراتور فقط به نام روی تخت نشسته و امپراتریس وو پشت پرده حکم می‌کند و با این وجود به عنوان «دو قدیس» یاد شدند. (二 聖، ارو شنگ).
در زمان ورود امپراتریس وو به دادگاه به‌طور مؤثر وی با تدابیر خوب دولت را اداره می‌کرد، او که همسرش را هر روز در تمامی جلسات امپراتوری رسماً همراهی می‌کرد، از طرف امپراتور در جریان مذاکره با سفیران خارجی و همچنین با مقامات و ژنرال‌ها (از پشت پرده) نیز شخصاً صحبت می‌کرد و دستورها را صادر می‌کرد، در همین حال، یا قبل از سال ۶۶۶، بانو هان که بعد از کشف رابطه عاشقانه و پنهانی او با امپراتور گائوزونگ توسط امپراتریس وو کشته شد، و پس از مرگش، امپراتور گائوزونگ دختر او را به بانو وی ایجاد کرد و نگه داشتن او را در کاخ - احتمالاً به عنوان یک صیغه - در نظر گرفت، اما بلافاصله این کار را نکرد، زیرا او به‌شدت می‌ترسید که امپراتریس وو ناراضی باشد. گفته می‌شود که امپراتریس وو از این امر خبر داشته و با این وجود ابراز نارضایتی کرده است و وی با قرار دادن سم در غذاهایی که وو ویلیانگ و وو هوایون از آن در مهمانی که وو و گائوزونگ را دعوت کرده بودند قرار داد و پس از آن توانست قتل خواهرزاده خود را به کردن وو ویلیانگ و وو هواویون بندازد و به این بهانه که آنها قصد داشتند او و امپراتور را مسموم کنند، محکوم شدند. وو ویلیانگ و وو هوایون به دستور وو اعدام شدند.
در سال ۶۷۰، مادر وو، بانو یانگ به طرز بسیار مشکوکی بعد از اختلاف شدید خود با وو بر سر مرگ بانو وی، درگذشت به اعتقاد مورخان بانو یانگ توسط وو مسموم شده بود و بخاطر سن زیادش مورد شک واقع نشده بود بعد از مرگ وی به دستور امپراتور گائوزونگ، همهٔ مقامات امپراتوری و همسرانشان در مراسم او شرکت کردند و او را عزادار کردند. بعداً در همان سال، قلمرو دچار رنج ناشی از خشکسالی بزرگ شد، و ملکه وو دستور به تخلیه کردن داد، فرمانی که امپراتور گائوزونگ رد کرد اما وو با خشونت گائوزونگ را راضی کرد. وو بعداً پس از مرگ از پدر خود وو شیهو (که قبلاً بعد از مرگ به عنوان دوک ژو نیز افتخارآمیز شده بود) و همراه بانو یانگ با دادن عناوین پرنس و پرنسس تایویان به آنها احترام گذاشت.
در همین حال، پسر خواهر بزرگتر وو، بانوی هان، (برادرزاده وو) هلان مینشی (賀蘭敏 之) نام خانوادگی وو را داده بود و اجازه داشت عنوان دوک ژو را به ارث ببرد. با این که مشخص شد که وی به ظن امپراتریس وو مبنی بر قتل خواهرش، مشکوک بود، اما امپراتریس وو شروع به اقدامات احتیاطی علیه وی کرد، همچنین گفته می‌شود که او با مادربزرگ خود، بانو یانگ رابطه محرمانه ای داشته است. در سال ۶۷۱ هلان مینشی به دلیل عدم رعایت مقررات عزاداری در دوره عزاداری برای بانو یانگ و همچنین برای تجاوز به دختر رسمی یانگ سیجیان (楊思儉) متهم شد که امپراتور گائوزونگ و امپراتریس وو قبلاً او را به عنوان همسر پسر خود انتخاب کرده بودند. هلان مینشی تبعید شد یا در تبعید اعدام شد یا خودکشی کرد. در سال ۶۷۴، امپراتریس وو فرزند وو نرمیوان به نام وو چنگسی را از تبعید فراخواند تا عنوان دوک ژو را به ارث ببرد.

### دوره درگیری‌های جانشینی
در حدود سال جدید ۶۷۵، امپراتریس وو ۱۲ فرمان مهم را ارائه داد - اصلی‌ترین آنها این بود که لائوزی (نامش لی ار بود)، که قبیله سلطنتی تانگ به آن تبار می‌رساند)، باید کار خود تائو ته چینگ را به موارد مورد نیاز اضافه کند. خواندن برای دانشجویان دانشگاه امپراتوری، و اینکه باید یک دوره سوگواری سه ساله برای مرگ مادر در همه موارد مشاهده شود. (قبلاً، اگر پدری دیگر زنده نبود، چنین دوره ای مشاهده می‌شد) امپراتور گائوزونگ او را به خاطر حکم‌هایش فوق‌العاده ستایش کرد و از فرمان‌های او به‌شدت حمایت کرد.
در سال ۶۷۵، با بیماری وخیم تر شدن امپراتور گائوزونگ، وی تصور کرد که امپراتریس وو با او تمامی قدرت‌های اداره کل امپراتوری را به‌طور رسمی به عنوان یک نایب السلطنه داشت باشد، و او بر حق خودش حکومت کند و بخاطر بیماری خود امپراتریس وو به‌طور دائمی به تنهایی حاکم باشد. اما صدراعظم هائو چوجون و مقام رسمی لی ییان هر دو با این امر مخالف بودند، و گائوزونگ رسماً وی را به عنوان یک نایب السلطنه تبدیل نکرد، زمانی که صدراعظم مخالفت خود را نشان داد امپراتور جواب خود را پرسید و او پاسخ داد:
"امپراتور باید بر دولت حکومت کند، و امپراتریس باید در کاخ و اندرونی حکومت کند، این قوانین سالهاست که پاور جاست امپراتور و امپراتریس مثل ماه و خورشید، یین و یانگ هستند و هر کدام این توازن را حفظ می‌کنند و آنگاه شما اعلیحضرت می‌خواهید امپراتوری را به طور کامل به امپراتریس اسمانی [(یعنی ، امپراتریس وو)] بدهید، هر چند شما این قانون را از قبل شکسته بودید و اجازه دخالت‌های مداوم و بیش از حد را به طور مستقل به امپراتریس داده‌اید و او الان بیشترین تصمیمات دولت را برعهده دارد و خودکامه هست، اما این مقام کاملاً از قاعده مسلم امپراتریس خارج است. و این موضع ربطی به اقتدار او ندارد و فرق می‌کند، این امپراتوری، امپراتوری است که توسط امپراتورها گائوزو و تایزونگ بنا شده است، نه شما. اعلیحضرت شما باید از حکومت اجدادی محافظت کنید و تاج و تخت را به پسرتان منتقل کنید، نه به کس دیگری، و حکومت نمی‌توانید جزئی از قبیله امپراتریس باشد. امیدوارم سخنان مرا بپذیرید."
با این وجود که وو هرگز نایب السلطنه نشده به عنوان امپراتریس، چه در حضور و چه در غیاب شوهرش با سلطه بر گائوزونگ در پشت پرده امپراتوری را اداره می‌کرد. با این حال، امپراتریس وو شروع به درگیر کردن تعدادی از مقامات سطح متوسط واقعاً بااستعداد کرد، از جمله یوان وان کینگ (元 萬頃)، لیو ییزی، فن لوبینگ، میائو چوکه (苗 楚客)، ژو سیماو (周思茂) و هان چوبین، تا از طرف او تعدادی از آثار را بنویسند، از جمله زندگی‌نامه زنان برجسته (列 女 傳)، رهنمودها برای موضوعات سلطنتی (臣 軌)، و آموزش‌های جدید برای اعضای رسمی کارمندان (新 誡). در مجموع، آنها به «دانشمندان دروازه شمال» (北 門 學士) معروف شدند، زیرا آنها در داخل کاخ، که در شمال ساختمانهای دولت امپراتوری بودند، خدمت می‌کردند، و ملکه وو از آنها برای تغییر و کم کردن قدرت صدراعظم‌ها مشاوره می‌گرفت و استفاده کرد.
همچنین در سال ۶۷۵، تعدادی از مردم بخاطر این که گائوزونگ وو را نایب السلطنه نکرده بود قربانی عصبانیت امپراتریس وو شدند. ملکه وو از این که امپراتور گائوزونگ به عمه خود، شاهزاده خانم چنگل، که با ژنرال ژائو گویی (趙 married) ازدواج کرده بود ابراز خوشحالی کرده بود و دخترش همسر و پرنسس پسر سوم وو، لی شیان، شاهزاده ژو شده بود. با عصبانیت شاهزاده خانم ژائو را به جرایم نامشخص متهم کرد و تحت بازداشت قرار داد و سرانجام به قتل رساند. ژائو گو و پرنسس چانگل تبعید شدند. در همین حال، در اواخر همین ماه، لی هونگ، ولیعهد - که به امپراتریس وو وکالت داده بود تا در امپراتوری حاکم امپراتور گائوزونگ تأثیر فوق‌العاده زیادی به‌طور مداوم و هر روزه نگذارد و بیشتر تصمیمات سیاسی را مستقل از امپراتور گائوزونگ نگیرد و در بیشتر اوقات از غیاب امپراتور به‌طور خودسرانه اقدام به برگزاری دادگاه به نام خودش نکند و همچنین امپراتریس وو را با توهین فراوان نسبت به خواهران ناتوانش، یعنی دختران همسر شیائو، پرنسس ییانگ و زوانچنگ، که در بازداشت خانگی به سر می‌برد، اجازه ازدواج می‌داد انجام داد- ناگهان بعد از خلع از مسئولیت خود به عنوان فرمانده چانگان به واسط امپراتریس وو و احضار وی به لوئویانگ خیلی سریع به‌طور مرموز درگذشت. مورخان سنتی، باستانی و مدرن به‌طور کلی معتقد بودند که امپراتریس وو لی هونگ را برای کنترل کارهای خود و مخالفت نشدن قدرت خودش در اداره حاکمیت امپراتوری مسموم کرده. لی شیان پسر دوم امپراتریس وو، سپس با حکم امپراتریس وو عنوان شاهزاده یونگ را به دست آورد، و بعد از تشییع جنازه لی هونگ به دستور امپراتریس وو به سرعت ولیعهد ایجاد شد. در همین حال، پسر همسر شیائو، لی سوجی و فرزند دیگر امپراتور گائوزونگ، لی شانگجین (李 上 金)، بارها و بارها متهم به جنایات از طرف امپراتریس وو شدند و مقام و منزلتشان به‌طور کامل از بین رفتند.
به زودی روابط امپراتور وو با لی شیان نیز رو به وخامت گذاشت، زیرا لی شیان پس از شنیدن شایعات ناخوشایند شد که وی از طرف امپراتریس وو متولد نشده است - بلکه از طرف خواهرش، بانوی هان متولد شده - و هنگامی که امپراتریس وو از ترس او نسبت به این موضع بی‌اهمیت شنید، عصبانی شد. علاوه بر این، جادوگر مینگ چونگین (明 崇 儼)، که وو و امپراتور گائوزونگ به آنها احترام گذاشتند و به دروغ به دستور وو اظهار کرد که لی شیان برای ارث بردن تخت سلطنتی نامناسب است، در سال ۶۷۹ ترور شد. آدمکش‌ها گرفتار نشدند و باعث شد گائوزونگ مشکوک شود که لی شیان پشت این ترور بود، در حقیقت وو خودش مینگ چونگین را ترور کرده بود و این کار را به کردن لی شیان انداخت. در سال ۶۸۳، لی شیان توسط امپراتریس وو به جرم و جنایات متهم شد و در جریان تحقیقات مقامات زو یوانچو، پی یان و گائو ژیزو به دروغ گفتند، تعداد زیادی سلاح در کاخ لی شیان پیدا شد. ملکه وو به‌طور رسمی لی شیان را به خیانت و ترور مینگ متهم کرد و همچنین او را به جرم برنامه برای کودتا بر زده او و امپراتور محکوم کرد. لی شیان به دستور امپراتریس وو عزل و تبعید شد.
پس از تبعید لی شیان، برادر کوچکترش لی شیان [نام مشابه صدایی اما شخصیت‌های مختلف چینی] (که تا به حال به لی ژه تغییر نام یافته بود) به فرمان وو ولیعهد ایجاد شد.
در سال ۶۸۱، پرنسس تایپینگ در یک مراسم بزرگ با زو شاو (薛 紹) پسر خواهر امپراتور گائوزونگ، شاهزاده چنگ یانگ ازدواج کرد. امپراتریس وو، که در ابتدا با همسران برادران زو شاو تحت تأثیر قرار نگرفت، می‌خواست به برادران شوهر دختر خود دستور دهد که از همسران خود طلاق بگیرند - تنها پس از آنکه به او گفته شد که بانو شیائو، همسر برادر بزرگتر زو شائو، زو یی (薛 顗) متوقف شد)، نوه ای از صدراعظم شیائو یو بود مورد خشم وو واقع شد که بعد منجر به ترور ان‌ها ختم شد.
در اواخر سال ۶۸۳، امپراتور گائوزونگ در حالی که در لوئویانگ بود درگذشت. لی ژه تاج و تخت را به دستور مادرش امپراتریس وو به‌طور اسمی در دست گرفت (به عنوان امپراتور ژونگ زونگ تبدیل شد)، اما امپراتریس وو همچنان کلیه اقتدار واقعی حکومت را در مقام جدید به عنوان امپراتریس بیوه و نایب السلطنه حفظ کرد و حتی این بار همه قدرت را به‌طور مطلق و به نام خود با مشت آهنین به خود متمرکز کرد و از آن پس سلسله تانگ به نام فقط وجود داشت.
سلطه سیاسی وی در دو دهه اواخر سلطنت شوهرش امپراتور گائوزونگ توسط سی مگقیان مورخ برجسته سونگ خلاصه گفته شد:
"قدرت‌های بزرگ امپراتوری همه به عهده امپراتریس بود. رتق و فتق اوضاع مملکت، ارتقاء و تنزل همه مقامات، زندگی یا مرگ افراد امپراتوری، با حکم او حل و فصل می‌شد. امپراتور گائوزونگ فقط با دست‌های جمع شده در جلسات امپراتوری و تصمیم‌گیری دولت نشست و هیچ اقدامی را انجام نداد."

## امپراتریس بیوه و نایب السلطنه

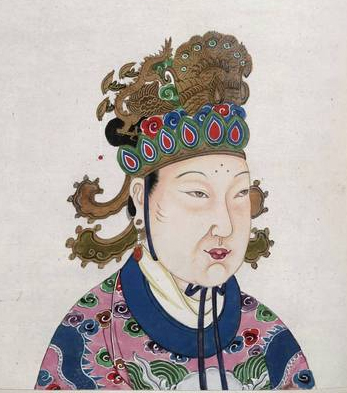
امپراتریس وو (بعداً وو زتیان) در لباس امپراتوری در زمان پسرش ژونگ زونگ وی بعداً به تنها زن در تاریخ چین تبدیل می‌شود که مقام امپراتریس فرمانروا را دارا بود و حکومت می‌کند

### نایب السلطنه برای امپراتور ژونگ زونگ
پس از درگذشت همسرش امپراتور گائوزونگ، وو به عنوان امپراتریس بیوه (皇太后، húangtàihòu) تبدیل شد و این بار رسماً نایب السلطنه تبدیل شد و چرا که وو در دوره سلطنت شوهرش قدرت واقعی و اجرایی دولت را در دست داشت و به عنوان امپراتریس بیوه و نایب السلطنه قدرت و توانایی کافی را برای عزل و نصب امپراتوران به‌طور رسمی به نام خودش داشت و این بار کل حق و قدرت‌های حاکمیت امپراتوری را بدون امپراتور کنترل و مورد استفاده قرار می‌داد. وو قبلاً در دوره امپراتور گائوزونگ پسر بزرگش، ولیعهد لی هونگ را مسموم کرده بود و حتی پسر دوم خود لی شیان را تبعید کرده بود و شاهزادگان دیگر از همسران صیغه ای شوهرش را نیز قبلاً با توطئه تبعید یا به قتل رسانده بود، و توانست فرزند سوم خود، لی ژه، را وارث کند. علاوه بر این، بعد از مرگ گائوزونگ او وصیت نامه شوهرش را رو کرد و وصیت نامه گائوزونگ شامل مواردی است که لی ژه باید فوراً بر تخت سلطنت صعود کند و امپراتور بعدی باید درمورد هر مسائل یا موضع امپراتوری با امپراتریس وو در هر شرایطی شده در اداره امور مهم، چه نظامی و چه غیرنظامی و مدنی، چه عزل و نصب مقامات و ژنرال‌ها مشورت کامل کند و تمام مسئولیت‌های دولتی و نظامی به دست وو اداره می‌شد. در ماه دوم ۶۸۴، لی شیان به مدت شش هفته از سلطنت خود به سلطنت امپراتوری صعود کرد و نام امپراتوری خود را به ژونگ زونگ تغییر داد.
بلافاصله، امپراتور ژنزونگ زونگ نشانه مخالفت شدید را به امپراتریس بیوه وو نشان داد. امپراتور ژونگ زونگ زیر سایه و انگشت همسر خود، امپراتریس وی؛ می‌خواست پدر زن خود وی ژوانژون رابه مقام نخست‌وزیری برساند اما صدراعظم پی یان به این فرمان مخالفت نشان داد و ژونگ زونگ پاسخ داد:
چه اشتباهی می‌شود حتی اگر امپراتوری را به وی ژوانژون دادم؟ چرا اینقدر به شیزونگ اهمیت می‌دهید؟"
صدراعظم پی یان این موضوع را به امپراتریس بیوه وو گزارش داد، و او پس از برنامه‌ریزی با صدراعظم‌ها پی یان و لیو یزی و ژنرال‌های ارشد اردوگاه، چنگووتینگ (程 務 挺) و ژانگ کیانکسو (張 虔 勖)، تصمیم به کنار گذاشتن مخالفان کرد، او در همان روز لباسی رسمی امپراتوری را بر تن کرد و سریعاً مقامات و ژنرال‌ها را صدا زد و خودش فرمانی امپراتوری برای برکناری امپراتور ژونگ زونگ را صادر کرد، و او پسر بزرگش را با کوچک‌ترین فرزندش لی دان، شاهزاده یو، جایگزین کرد، زمانی که ژونگ زونگ فرمان برکناری خود را از مادرش شنید گفت؛ «مادر، مگر من چه گناهی کرده‌ام که شما من را پس می‌زنید» امپراتریس بیوه وو جواب داد؛ «تو می‌خواستی با وجود من و بدون مشورت با من تمام قدرت صدراعظمی را به پدرزنت بدهی این قانون کجا بوده که همه قدرت صدراعظم به یک نفر برسد تو با این کارت می‌خواستی به وی ژوانژون امپراتوری بدهی این چطور گناه نیست». وو پسر چهارمش لی دان (به عنوان امپراتور رویزونگ) برتخت می‌رساند. وو زتیان پدرزن ژونگ زونگ، وی ژوانژون (韋玄貞) را به اتهام خیانت به قتل دستگیر کرد و او را به کناره‌گیری کشاند. امپراتور ژونگ زونگ به عنوان شاهزاده لوینگ کاهش یافت و تبعید شد. امپراتریس بیوه وو همچنین ژنرال کیو شنگ را به محل لی شیان در تبعید فرستاد و لی شیان را با حکم امپراتوری مجبور به خودکشی کرد.

### نایب السلطنه برای امپراتور رویزونگ
وو کوچک‌ترین فرزندش لی دان را به عنوان امپراتور رویزونگ به مقام امپراتوری رساند. اما او حاکم ضعیف بود و فقط از نظر اسمی یک حاکم بود. امپراتریس وو به‌طور قانونی و کاملاً آشکارا یک حاکم تمام عیار، ظاهری و رسمی بدون هیچ حاشیه‌ای بود و به بهانه مرسوم پنهان کردن پشت پرده یا صحنه عمل نکرد و در تخت سلطنت نشسته، و دستورهایی را برای حاکم اسمی صادر کرد تا به‌طور رسمی و بدون هیچ محدودیتی اعلام شود. رویزونگ هرگز به دادگاه امپراتوری نرفت، هیچ حق و قدرت امپریالیستی نداشت، و همچنان در قصر داخلی زندانی شد بود. در سال ۶۹۰ میلادی، وو امپراتور رویزونگ را مجبور به کناره‌گیری کرد و توانست تاج و تخت را به دست آورد و سلسله ژو را تأسیس کند و نام خود را به عنوان حاکم (هوانگدی) تغییر دهد.
بخش اولیه سلطنت وو با فعالیت پلیس مخفی، که از سال ۶۶۰ شروع شد بود گذشت که سالها بعد در سال ۶۹۲ میلادی تعطیل شد، در اصل این پلیس مخفی بیشتر قدرتشان را از وو می‌گرفتند و در سراسر دولت دخالت داشتند و نفوذ اعظمی هم بر دولت هم بر مردم داشتند و بیشتر مخالفان وو را به طرز بی رحمانی می‌کشتند و قدرت امپراتریس را در دولت مشخص می‌کردند. از طرف دیگر وو حتی توسط مورخان سنتی که از او بیزار بودند، به عنوان یک حاکم بسیار قدرتمند و توانا و علاقه‌مند به امور دولت شناخته می‌شود، و توانایی او در انتخاب مردان توانمند و شایسته به عنوان مقام والا، در تمام بقیه سلسله تانگ و همچنین در سلسله‌های بعدی تحسین می‌شد. (او در کودتایی در سال ۲۲ فوریه ۷۰۵ میلادی سرنگون شد و امپراتور ژونگ زونگ به تخت سلطنت بازگشت، اما او همچنان به عنوان «امپراتور» ادامه می‌یابد تا زمان مرگ وی بعداً در همان سال) در گذشت و در کنار همسرش گائوزونگ دفن شد.
اگرچه امپراتور رویزونگ، عنوان امپراتور را به خود اختصاص داد، اما امپراتریس بیوه وو حتی با استحکامات بیشتری بر روی قدرت قرار گرفت و حفظ کرد و کامل دربار امپراتوری توسط امپراتریس وو خیلی محکم و کاملاً کنترل می‌شد، و به مقامات اجازه نداد که با امپراتور رویزونگ ملاقات کنند، و نه به او اجازه داده شد که در امور کشوری حکومت کند. در عوض، امور امپراتوری توسط امپراتریس بیوه وو اداره می‌شد، که همه کس را آلت دست خود کرده بود و فرمانروایی حقیقی را به‌طور یگانه در دست داشت و به صورت مستبدانه حکومت می‌کرد. او به پیشنهاد خواهرزاده اش وو چنگسی نیز آرامگاه اجدادی‌شان را گسترش داد و به آنها افتخارات پس از مرگ بیشتری بخشید.
در سال ۶۸۶، امپراتریس بیوه وو پیشنهاد داد که تمام مقامات و قدرت‌های واقعی امپریالیستی را به امپراتور رویزونگ برگردانند، اما امپراتور رویزونگ با دانستن اینکه واقعاً قصد انجام اینکار را ندارد، نپذیرفت و او همچنان به اعمال اقتدارگرانه امپراتوری پرداخت.
به زودی پس از آن، نوه لی جینگه، دوک یینگ، که از تبعید خود بیزار شده بود، شورشی به دلیل مخالفت با حکومت مادر قدرتمند امپراتور رویزونگ امپراتریس بیوه وو را در بخشدار یانگ شروع کرد (تقریباً مدرن یانگژو، جیانگ سو). این شورش در ابتدا حمایت‌های مردمی زیادی را در منطقه به همراه داشت، با این حال لی جینگه در حمله خود آهسته پیشروی کرد و از پشتیبانی مردمی استفاده نکرد. در همین حال، صدراعظم پی یان به ملاقات امپراتریس بیوه وو رفت و پیشنهاد کرد که اقتدار امپراتوری را به امپراتور برگرداند و اظهار داشت که انجام این کار باعث می‌شود که این شورش به خودی خود فروپاشی کند صدراعظم یان پی به وو گفت؛ «شما امپراتریس، امپراتور بی کفایت را با اختیارات و اقتدار عظیمتان عزل کردید اما امپراتور رویزونگ نیازی به نایب السلطنه ندارد شما می‌توانید از مقام نایب السلطنه کنار بکشید و همچنان به اسم امپراتور امور ایالتی را اداره کنید تا هم شما حکومت کنید هم این شورش بدون خونریزی فروپاشی کند». این حرف صدراعظم به امپراتریس بیوه وو در نزد وی یک توهین بسیار بزرگ بود، و او را متهم به همدردی با لی جینگه کرد و دستور برکناری و اعدام او را صادر کرد. او همچنین تعدادی از مقامات را عزل و تبعید کرد و به قتل رساند این دستورها وو از زمانی که پی یان دستگیر شد انجام شد. او یک ژنرال لی شیاوی (李孝逸) را برای حمله به لی جنیگه فرستاد و در حالی که لی شیاوی در ابتدا ناموفق بود، اما با تشویق دستیار وی، وی یوانژونگ تحت فشار قرار گرفت و در نهایت توانست نیروهای لی جنیگه را درهم بشکند. لی جینگه فرار کرد و بعد به وسیله نیروهای وو دستگیر و بعد کشته شد.
در سال ۶۸۵، امپراتریس بیوه وو شروع به برقراری رابطه با راهب بودایی هواوی کرد.
در همین حال، وی صندوق‌های پستی مسی را در خارج از ساختمان‌های دولت امپراتوری نصب کرد تا مردم این قلمرو را ترغیب به گزارش مخفیانه از دیگران کند، زیرا او به بسیاری از مقامات به مخالفت با وی مشکوک بود. با سوء استفاده از این اعتقادات مربوط به او، مقامات پلیس مخفی، از جمله سو یوانلی، ژو زینگ و لای یونچن، قدرت خود را افزایش دادند و به اتهامات دروغین، شروع به شکنجه و اعدام افراد کردن.
در سال ۶۸۸، امپراتریس بیوه وو قرار شد قربانی خود را به الهه رودخانه لوا (洛水، که از طریق استان هنان در لیوئانگ، و سپس «پایتخت شرقی» جریان دارد) قربانی کند. وو اعضای ارشد قبیله امپراتوری تانگ را به لوئویانگ فراخواند. شاهزادگان امپراتوری نگران بودند که وی قصد داشت آنها را کشتار کند و تاج و تخت را برای خودش تأمین کند: بنابراین، آنها توطئه کردند که در برابر او مقاومت کنند. اما قبل از برنامه‌ریزی‌های گسترده برای شورش، لی ژن و پسرش لی چونگ، شاهزاده لنگی ابتدا در پست‌های مربوط به عنوان بخشدار یو (豫州، تقریباً مدرن ژومادیان، هنان) و بو بخشدار شدند. تقریباً مرلیائوچنگ، شاندونگ). با این حال، دیگر شاهزاده‌ها هنوز آماده نبودند و قیام نکردند، و نیروهای فرستاده شده توسط امپراتریس بیوه وو و نیروهای محلی به سرعت نیروهای لی چونگ و لی ژن را خرد کردند. امپراتریس بیوه وو از این فرصت استفاده کرد تا نوه‌های امپراتور گائوزونگ را دستگیر کند، لی یوانجیا (شاهزاده هان، لی لینگوکی (李 靈 夔) شاهزاده لو، و پرنسس چانگل، و همچنین بسیاری دیگر از اعضای قبیله لی و او، آنها را وادار به خودکشی کرد. حتی شوهر شاهزاده تایپینگ، ژوشاهو نیز به دستور وو دستگر و گرسنه نگاه داشت شد تا مرگ. در سالهای بعد، قتل‌عام‌های سیاسی بسیاری از مقامات و اعضای قبیله لی همچنان ادامه داشت تا این که وو خواست تا تخت را بگیرد.
امپراتریس بیوه وو در سال ۶۹۰ میلادی می‌خواست که خود «امپراتور» شود و برای این منظور شروع کرد به کشتار کامل قبیله لی و بعد در سال ۸ اکتبر ۶۹۰ میلادی فرمان به بر کناری امپراتور رویزونگ را داد و در این ماجرا اعلام به قدرت رسیدن قبیله وو را کرد و امپراتوری تانگ را به پایان رسید خواند و امپراتوری جدید به نام ژو را بنیانگذاری کرد و خود را به عنوان امپراتریس فرمانروای مقدس و ایزدی و امپراتور پرهیزگار خواند و مثل بقیه پادشاهان چین خود را هوآنگدی به معنی (حاکم مطلق) خواند و در یک مجلس باشکوه تاجگذاری کرد.

### امپراتور و امپراتریس فرمانروا سلسله ژو

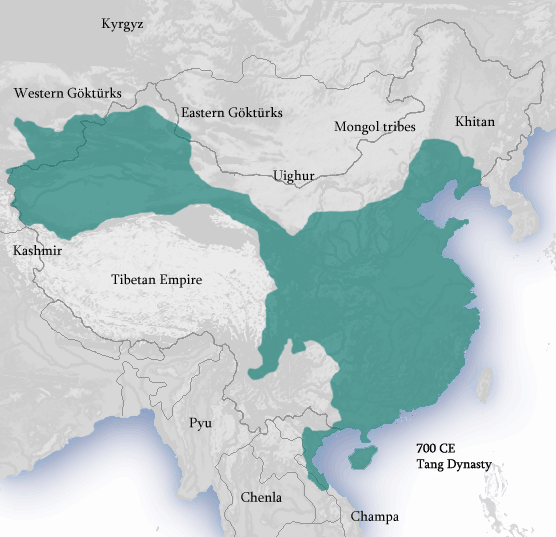
دودمان ژو دوم زیر فرمان امپراتور وو زتیان در نهایت گستردگی در سال‌های فرمانرواییش

وو زتیان در سال ۱۶ اکتبر ۶۹۰ میلادی آخرین اقدام را برای به‌دست آوردن قدرت نهایی انجام داد وی با یک فرمان رسمی پسرش امپراتور رویزونگ را کنار زد و سلسله پادشاهی تانگ را به پایان رساند و سلسله پادشاهی ژو را بنیان‌گذاری کرد و خود را تنها امپراتور چین خواند و به صورت مستقل و یگانه قدرت را در دست گرفت و به تنهایی بر چین حکومت کرد وی در این دوره تمام تلاش خود را برای باز پس‌گیری خاک‌های از دست رفت دودمان تانگ کرد و می‌خواست مرزهای چین را مثل دوره امپراتوری امپراتور تای‌زونگ برگرداند که در این را موفق شد وی در دوره حکومت خود اصلاحات گوناگونی را در آموزش و پرورش و تجارت انجام داد و در این زمان تجارت رونق فراوانی داشت و سواد مردمی افزایش یافت وی رفاع اقتصادی و مردمی را بهتر کرد و در دوره وی عدالت به خوبی برای مردم انجام می‌شد وی همچنین مالیات را برای فقرا کم کرد و برای اشراف بیشتر کرد وی به معماری بسیار اهمیت می‌داد و در دوره وی بناهای زیادی ساخت شد وی برای اداره بهتر کشور ایالت‌ها را به چند دست تقسیم کرد و افراد دانا را به حکومت ان می‌گماشت وو زتیان یکی از مدافعان سرسخت آیین بودایی بوده و در عصر امپراتوری زتیان مذهب بودایی بسیار رشد کرد و طرفداران زیادی به‌دست‌آورد.

### بازنشستگی و مرگ
وو زتیان در سال ۲۲ فوریه ۷۰۵ میلادی از مقام امپراتریس فرمانروا به دلیل بیماری شدید که داشت و به خاطر کودتایی که از طرف اطرافیانش برنامه‌ریزی شده بود کنار کشید و پسر بزرگش ژونگ زونگ را جانشین خود کرد و خود به مقام امپراتریس مقدس و بازنشسته سلسله‌های چین رسید زتیان به مدت ۹ ماه بعد از کناره‌گیری اش از قدرت در سلطنت پسرش در سلسله تانگ در گذشت و در کنار همسرش گائوزونگ دفن شد.

## بالا رفتن از قدرت
وو زتیان در سال ۶۳۸ به عنوان معشوقه تای‌زونگ (دودمان تانگ)
وارد حرمسرا شد.
وو زتیان با مرگ تای زونگ در سال ۶۴۹ تبدیل به معشوقه امپراتور گائوزونگ در سال ۶۵۰ گردید.
وو با اعدام امپراتریس وانگ در سال ۶۵۵ امپراتریس تانگ شد.
وو زتیان در سال ۶۶۰ و ۶۶۵ قدرت چشمگیری به‌دست‌آورد و به‌جای شوهرش بر چین به‌طور کامل حکومت کرد
امپراتور گائوزونگ در سال ۶۸۳ درگذشت و پسرش ژونگ زونگ به پادشاهی رسید ولی تمام قدرتش توسط مادرش غضب شد و او امپراتور به اسم بود.
در سال ۶۸۴ ژونگ زونگ بر زده مادر شورید و وو زتیان در همان سال با فرمان رسمی امپراتوری را به پسر ضعیف و ناتوانش رویزونگ داد و به‌جای وی بر تمام قدرت سلطه انداخت و در این دوره قدرت را خیلی قوتر در دست گرفت.
وو زتیان در سال ۶۹۰ سلسله تانگ را به پایان رساند و سلسله ژو را بنیان‌گذاری کرد و خود را امپراتریس فرمانروای مقدس و ایزدی خواند.

## جانشینان
بعد از ملکه زتیان به مدت ۷ سال ۳ نفر به شرح زیر به امپراتوری رسیدن:
بعد از ملکه زتیان پسرش ژونگ زنگ از سال ۷۰۵ تا ۷۱۰ به تخت نشست.
بعد از ژونگ زنگ، شانگ به مدت ۱۷ روز در سال ۷۱۰ به تخت نشست.
بعد از شانگ پسر دیگر ملکه زتیان رویزونگ از سال ۷۱۰ تا ۷۱۲ به تخت نشست.
و سرانجام چهارمین نفر شوان زونگ اول به مدت ۴۴ سال حکومت کرد:
بعد از رویزونگ، شوان زونگ اول به تخت نشست.